# 春田步槍

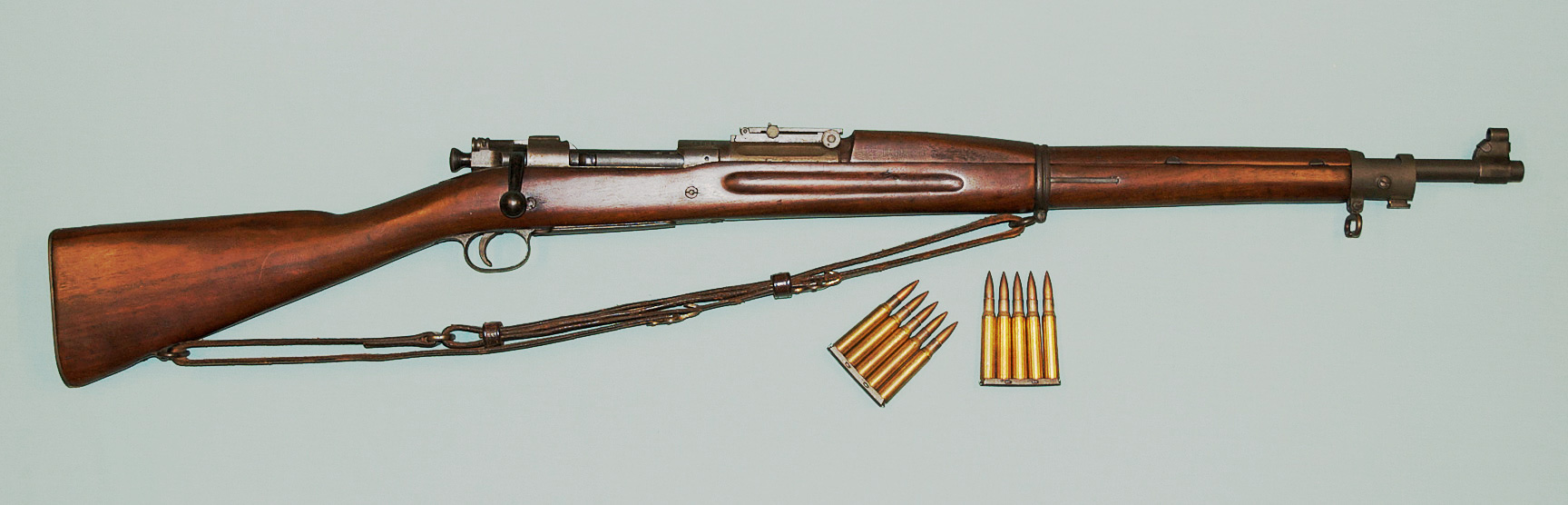
M1903春田步槍

春田步槍可能是指由位於馬薩諸塞州的春田兵工廠為美國武裝部隊生產的小型武器。
在近代，“春田步槍”一詞最常指在兩次世界大戰中使用的M1903春田步槍。
春田兵工廠還生產了許多限量生產、實驗、射擊步槍，這些都被稱為“春田步槍”。
一些春田1842型滑膛步槍後來被改成膛線並在美國內戰中使用，這些步槍也可以被稱為“春田步槍”。

## 型號
M1903春田步槍